# Zwarte fantoomzalm
De zwarte fantoomzalm (Hyphessobrycon megalopterus) is een tropische vissoort die oorspronkelijk uit Brazilië, Bolivia en Argentinië komt. In het verleden werden de, nu in onbruik geraakte, synoniemen Megalomphodus megalopterus en Megalamphodus rogoaguae voor deze vis gebruikt.

## Geslachtsonderscheid
De mannetjes hebben een grotere rugvin en veel meer zwart pigment op de vinnen dan de vrouwtjes, die juist meer rood pigment hebben.

## Huisvesting
- De zwarte fantoomzalm houdt zich graag tussen en in de buurt van dicht gebladerte op.
- Een donkere bodembedekking en drijfgroen laten de kleuren beter tot hun recht komen.
- Matige doorstroming wordt door deze vis op prijs gesteld.

## Voeding
Dit visje eet zowel droge vlokken als levend voer. 

## Sociale eigenschappen
De zwarte fantoomzalm is zowel onderling als ten opzichte van andere vissen vriendelijk. 
Het zijn gemiddeld actieve visjes en ze houden zich bij voorkeur in de middelste waterlaag op, onder overhangende planten.

## Temperatuur en watersamenstelling
23-26°C. Deze vis stelt aan de watersamenstelling weinig eisen, maar zacht water geniet zijn voorkeur (4-8 DH).

## Kweken
Het water hoort in ieder geval zeer zacht te zijn en ook wat zuur (pH 6-6,5). 
De jonge visjes kunnen worden grootgebracht met eencellige diertjes zoals pantoffeldiertjes.